# Diogo Lopes de Sequeira
Diogo Lopes de Sequeira (* um 1465 in Alandroal; † um 1530) war ein portugiesischer Seefahrer und Entdecker. Er war von 1518 bis 1522 Generalgouverneur von Portugiesisch-Indien.
Er wurde 1504 Kommandeur eines Schiffes, das nach Indien segelte. Ferdinand Magellan begleitete seine Expedition. Fünf Jahre später, im Jahr 1509, erkundete er die Inseln Sumatra und die Stadt Malakka als Anführer einer Expedition zu den Gewürzinseln. Auch erforschte er die zu den Molukken gehörende Insel Ternate. 1512 kehrte er – auch weil er Verfolgung durch den Sultan Mahmud Shah von Malakka fürchtete – gesundheitlich angeschlagen nach Portugal zurück. Von 1518 bis 1522 war er Gouverneur von Portugiesisch-Indien. 1520 führte er eine Seeexpedition in das Rote Meer an, auf der eine erste portugiesische Gesandtschaft nach Äthiopien entsendet wurde.